# وقيدت ضد مجهول (الملف السري للموت الغامض)

وقيدت ضد مجهول (الملف السري للموت الغامض) أشرف توفيق 1998

وقيدت ضد مجهول (الملف السري للموت الغامض) كتاب للكاتب المصري أشرف توفيق الحاصل علي ماجيستير القانون، صدر عام 1998 عن دار النشر «مكتبة رجب»، يرى المؤلف أن البحث في أسئلة الناس يريح الضمير العام ويسكت وجع الغموض.

## محتوى الكتاب
يتعرض الكتاب إلى بعض حوادث الموت التي ظلت مثيرة للجدل لفترات طويلة وهي: ديانا (1961 - 1997) أميرة ويلز والزوجة الأولى للأمير تشارلز الوريث الشرعي لعرش بريطانيا - مارلين مونرو (1926 - 1962) ممثلة هوليود الشهيرة - كاميليا (1919 - 1950) الممثلة المصرية - أسمهان (1912 - 1944) المغنية والممثلة السورية شقيقة الموسيقار فريد الأطرش - الرئيس جمال عبد الناصر (1918 - 1970) - المشير عبد الحكيم عامر (1919 - 1967) القائد العام للقوات المسلحة المصرية.

## مقتطفات من الكتاب
ديانا: كانت لعبة الصحفيين والمصورين والسياسيين والمحامين.. وهي لعبة خطيرة على العرش البريطانى. هي خانت وزوجها خان؛ والفضيحة عامة. وهي لقمة لذيذة بالشطة للقراء في كل الدنيا«، ويواصل الكاتب: لما رأت المصور المصرى محمد جوهر وهو يتسلل بالكاميرا بين فروع الشجر اعتدلت عارية تماما، وبعث بالصور إلى مجلة» بارى ماتش«التي لم تنشر هذه الصورة حتى الآن.... احتفظت المجلة بحق نشر هذه الصور مقابل 100 ألف جنيه مع أن الذين رأوا صور» محمد جوهر«قالوا أنها أجمل وأوضح وأكثر إثارة.... قال جيمس هوايت وهو شاب وسيم إنه كان ضابطاً في قوات حراسة الملكة، وبعد أن وقعت الليدى ديانا في حبه وأقامت معه علاقة خاصة قرر الأمير تشارلز طرده من الخدمة»، ويتطرق الكاتب لأسباب القتل ويكتب: «نقلت صحيفة» ذانيشن«الباكستانية عن إمام المسجد الملكى بلاهور تأكيده أن ديانا كانت تحب الحضارة الإسلامية وتريد اعتناق الإسلام. وقال إمام المسجد الشيخ عبد القادر أزاد أن ديانا أبلغته أنها سوف تعتنق الإسلام خلال زيارتها للمسجد عام 1991، حيث كانت تغطي رأسها» بإيشارب«أسود. صديقات ديانا أكدن أنها كانت تعتزم تغيير أسلوب حياتها بشكل جذري بعد زواجها من رجل الأعمال المسلم عماد الفايد الذي كان من المقرر إعلانه في أوائل سبتمبر الحالى، حتى الصحف البريطانية أشارت إلى اتجاه ديانا في أيامها الأخيرة نحو الإسلام وروح الشرق كوسيلة للهروب من الضياع، ويبقى السؤال الحائر.. هل دفعت ديانا حياتها ثمناً لهذا الموقف؟ لقد كان من شأن اعتناق ديانا للإسلام أن يثير أكثر من مشكلة في بريطانيا.... كان أبناء ديانا من عماد الفايد سيصبحون إخوة مسلمين لملك بريطاني بروتستانتى! وكانت ديانا بعد إسلامها ستصبح هي الملكة الأم للجالس على العرش البريطاني. ودون أي محاولة للوقوع في خطأ التفسير التآمري للتاريخ فإن كل المؤشرات تشير إلى أن مصرع ديانا كان هو الحل»، وينتهي الكاتل من قضية موت ديانا قائلاً: «وهكذا تفرق دم أميرة ويلز» ديانا سبنسر«بين القبائل الملكية والأمنية والصحافة وجهات المخابرات وجيمس بوند رقم 007 (المصرح له بالقتل بشرط عدم ترك دليل) ومنعوا ولديها من البكاء عليها، وأعلن أبوهما الأمير تشارلز إعجابه الشديد بهما فقد حرم عليهما أن يكونا طفلين مثل بقية خلق الله يبكيان ويحزنان كما علموه هو قبل ذلك فقد كان تشارلز يقف في الطابور ليسلم على أمه الملكة ولا يحتضنها وإنما ينحنى لتحيتها كملكة لإنجلترا، مع أن ديانا بكت عليها الأرض؟ ووقف أخيها في الكنيسة أمام جثتها وارتجل كلمة، قال: إن ديانا هي ملكة الصيد والقنص عند الإغريق ولذلك لقد صادوها وأقتنصوها».
مارلين مونرو: منذ لحظة وفاتها وهي في السادسة والثلاثين من العمر تعددت الاجتهادات: هل لجأت مارلين مونرو أشهر وأجمل جميلات هوليوود وألذ اختراع أمريكى بعد الكوكا كولا إلى الانتحار لنهاية حياتها؟! أم تعرضت لحادث اغتيال؟! أو أن هناك مؤامرة طويلة اشتركت فيها أعلا أجهزة الحكم في الولايات المتحدة؟! أم أنه حادث غير عمدى نتيجة لخطأ طبيب"، فأهل الأدب اتهموا الكاتب آرثر مولر آخر أزواجها فقد طلقها عام 1961  وماتت في سنة 1962. ولا ننسى بالطبع الذي فعله الدكتور يوسف إدريس حينما قابل آرثر ميللر 1988 في مؤتمر أدبي فقال له: "كلمني عن مارلين مونرو لقد شبعنا من الأدب"، أما أنيس منصور فمارلين مونرو موضوع عنده في كل كتاب، واسم يضعه في كل صفحة. أما أقرب اتهام فهو للأخوين كينيدي: روبرت وجون كينيدي.. أكلوها لحماً وجمالاً واغراءاً ورموها عظما مسموماً بلا أي أدلة إدانة"، يواصل الكاتب روايته وسؤال الصحفي الأمريكي جورج بلمونت عن سر شهرتها فأجابت: "وجهى وجسدى وهذه حقيقة لا أخجل منها، وسألها: لماذا لا ترتدي الجوارب؟ فقالت له: ألا تحب أن تنظر إلى هاتين الساقين. ثم سؤال آخر عن سبب قلة الإقبال على أفلامها عن ذى قبل، فقالت: لأنهم أرغمونى في بعض الأفلام على الظهور بملابس كاملة"، يوضح الكاتب بعض الأسرار ويكتب: "أن مارلين كانت تقوم بابتزاز كينيدي نتيجة لأنها معها أوراق ومستندات عن العلاقة التي ربطت بين كينيدي وزعيم المافيا (جيانكنا) وأنه لذلك عقد معها عقد تتعهد فيه بتسليم هذه الأوراق إلى أخيه روبرت. فقد كانت هذه الأوراق كافية لإثبات كل شك دار حول جون كينيدي في أن له يد طوله في محاولة الاغتيال الفاشلة للرئيس الكوبي كاسترو في 7 يناير 1962 ....  يقول الدكتور نوغوشى إنه يوم حدثت وفاة مارلين مونرو ولم يكن طبيباً شرعياً بكل معنى الكلمة بل كان أحد العاملين في دائرة الطبيب الشرعى. وتصادف إنه كلف بتشريح الجثة لاكتشاف أسباب الوفاة. طبعاً لا يحاول الدكتور نوغوشى أن يجيب عن هذه الأسئلة بل يسعى إلى تبرئة نفسه من أي تهمة ليؤكد أن تشريحه كان صحيحاً وإنه لم يجد في معدة مارلين أثار حبوب منومة وقال إن ذلك سببها اعتياد مارلين أخذ هذه الحبوب لذلك فإنها سرعان ما تسرى في الجسم.. ولكنه لم يتحدث مثلاً عن سر البقعة الزرقاء في أسفل ظهر مارلين والتي حدثت قبل الوفاة، فمن أين جاءت؟ ولم يقل مثلاً لماذا لم يجر المختبر تحليلات معينة كان هو شخصياً قد طلبها ومن شأن تلك التحليلات أن تحدد بشكل أدق طبيعة الوفاة وما إذا كانت انتحاراً أم جريمة؟
كاميليا: (الاسم الاصلي: ليليان كوهين) كانت كاميليا (مارلين مونرو) الملك فاروق وهي كومبارس يهودية من الإسكندرية اسمها الأصلى (ليليان كوهين) وقد أصبحت فيما بعد نجمة سينمائية شهيرة ومثيرة.... يقول عادل حمودة في كتابه (حكومات غرف النوم): «اختلط العجز بالعهر، والجنس بالفساد، والدعارة بالسلطة، والسهر بالسياسة، ومثلما كانت المخابرات ثالث مارلين وكيندى، كانت نفسها ثالث فاروق وكاميليا»، وقد جندتها الحكومة الإنجليزية وتركتها ترصد أنفاس فاروق وتحصيها حتى أنها أصبحت عميلة من الطراز الأول  .... دخل فاروق والخادم بوللى، وكريم ثابت إلى (أوبرج الأهرام) في أحد أيام صيف 1946، وبدأ فاروق ينظر حوله باحثاً عما يشده ويلفت اهتمامه.. وفجأة فتح عينيه ليرى كاميليا، نوع من النساء تشبه ريتا هيوارث، إنها من نفس الطراز الذي يعجبه الممتلئ المحددة تضاريسه وأنوثته.... ذهب بوللى إلى مائدة كاميليا وانحنى في أدب وقال لها إن جلالته يحب أن تشاركه مائدته، وبسرعة انهارت تحفظاتها وأصبحت على استعداد لأن تقول وتفعل ما يطلبه فاروق. ولم يكن في ذلك أي تملق في سلوكها، إن أمها (أولجا كوهين) تفسر ذلك في مذكراتها التي نشرتها حديثاً حيث قالت: «لقد عرفت كاميليا فاروق لينقذها من هوى أحمد سالم.. فقد كانت تشعر بأن أحمد سالم هو أقوى رجل في مصر. فلما رأت فاروق فشعرت أنه قوة السلطان التي ستغلب قوة الحب»، يتابع الكاتب سرد وقائع يوم حادث موت كاميليا قائلاً: «بدأت القصة في الساعة 12.30 صباح يوم الخميس 31 أغسطس 1950 بهبوط الطائرة نجمة ميريلاند التابعة لشركة الخطوط الجوية العالمية (تي دابليو أيه) القادمة من الظهران مارة بمطار بومباي والقاهرة في طريقها إلى باريس. ركبت بها كاميليا مع ستة ركاب آخرين وأصبح عدد الركاب 48 راكباً وعدد هيئة القيادة 7 فيكون العدد 55 راكبأ، وكان من الركاب نجوم الشاشة العالميين ليزلى هوارد  وكارول لومبارد وغريس مور.... كان في يد كاميليا خاتماً سوليتير ثمنه 1500 جنيهاً لم يعثر له على أثر وبينما تقرر صديقتها وزميلتها تحية كاريوكا أن أمر سفرها وتاريخه كان معروفاً لديها وفي الوسط الفني حتى أن حسين صدقي طلب منها أن تقنع كاميليا بعدم السفر إلا بعد أن تمثل الفيلم المتعاقد عليه معها وكان يقول لتحية أنها (ستسافر بره وتفوت الكونتراتو) وأنها تدخلت، وباتت ليلة سفرها معها وفى منزلها قالت لها: إنها ستسافر للعلاج لأن صدرها يؤلمها. فإن شركة الطيران تؤكد أنها حجزت لها في آخر لحظة حينما اعتذر أحد الركاب. ثم يفجر مصرعها سؤالاً من الذي قتلها؟! أم أن موتها طبيعياً؟ واتفق البعض من المؤرخين على أن مصرعها لا يمكن أن يكون متعمداً وذلك لأنها أجلت سفرها إلى رحلة الطائرة التالية بعد ثلاثة أيام ولكن قبل الإقلاع بالطائرة بثلاث ساعات ألغى مسافر رحلته إلى جنيف ولما كان اسم كاميليا هو أول اسم على قائمة الانتظار فقد جرى الاتصال بها وأبلغت بأن هناك مقعداً خالياً لتسافر إلى الرحلة التي لم تعد منها».
أسمهان: (الاسم الأصلي: آمال الأطرش) وما كتب عنها يملأ مجلدات والذين سجلوا سطورهم عنها من كل الجنسيات وكأنها حدث يخص الجميع. وهناك من ظلمها وهناك من حاول إنصافها وهناك من حولها إلى أسطورة ولغز.... ألف لغز وألف طلسم ويضيف جهة جديدة مسئولة عن الحادث الذي جرى يوم الجمعة 14 يوليو 1944 ؟! وانتهى بموتها غريقة في حادث سيارة انقلبت في ترعة وهي في طريقها إلى رأس البر.... وبغض النظر عن كون صوت أسمهان كان قوياً وله مشجعين فإن خلفيتها العلوية كأميرة وشكلها الجميل ومعرفتها بأكثر من لغة وقدراتها الأنثوية.... قال السنباطى: إن أسمهان هي المطربة العربية الوحيدة التي وصلت إلى رتبة منافسة أم كلثوم رغم قصر عمرها الفني، وغنت أسمهان من ألحان السنباطى قصيدة حديث عينيه (أحمد فتحي) وكان المفروض أن تؤديها أم كلثوم «، ويواصل الكاتب توضيح الجهات صاحبة المصلحة في قتل أسمهان:» أعتقدت ألمانيا أن أسمهان وشت بعميلهم الصحفي الأمريكي لأنه قبض عليه بتهمة التجسس لحساب الألمان، ووضعت أسمهان على (قائمة الموت)، أما الإنجليز فقد سحبوا نفوذ أسمهان وتعاملوا مع الأمير حسن الذي كان يشغل منصب وزير الدفاع في سوريا وطلبوا سحبها من القدس وسوريا وتحديد إقامتها في السويداء وبالطبع جندوا بعض الشيوخ للحديث عن أهمية البيت للزوجة وبخاصة إذا كانت زوجة الأمير.... فقدت أسمهان كثيراً من «قيمتها» لدى البريطانيين لانهم قدروا إنه سوف يستحيل عليها بعد ذلك أن تؤدى بنجاح أية مهمة«، ويتحدث الكاتب عن تصرفاتها الشخصية التي قد تكون السبب وراء مقتلها:» إسرافها في الشراب.. وما يجره إسرافها في الشراب، ولسان أسمهان لم يكن في يوم ما باللسان الحذر الكتوم.. ولم يكن في مقدورها أن تبقى طويلاً أي سر مكتوم في صدرها. فإذا قدرنا تأثير الشراب في إطلاق عقّدة اللسان أمكننا أن ندرك بغير عناء أن كافة أسرار قلم المخابرات البريطانى التي وقعت عليها أسمهان أصبحت معروفة تتداولها الألسنة في دمشق والقدس وبيروت ولذا كان يجب أن يقع الحادث هكذا وبنفس الطريقة بل أن صديقتها «مارى قلادة» التي ماتت وهي ليست صديقة بعيدة وإنما عاشت معها أخر ثلاث شهور لها في القدس في قمة الأحداث قبل أن تسافر مرة أخرى إلى مصر فهى عرفت الكثير أو سمعت الكثير. لقد عاشرتها وقامت بتمريضها هناك؟!! وبعد كل هذا اختار أنت من لقاتل؟
ناصر: فجأة وبلا مقدمات وضعت الصين أول علامة استفهام حول وفاة زعيمنا عبد الناصر فقد سأل شواين لاى أول وفد سياسي مصري يزور بكين بعد وفاة جمال عبد الناصر: "لماذا مات جمال عبد الناصر؟" فوجئ أعضاء الوفد بالسؤال، ويمكن أن نقول إنهم ذهلوا أو صدموا"، ويقول الكاتب أن رئيس الوزراء الصيني واصل قائلاً: "إذن فقد مات عن 52 سنة و8 أشهر و 13 يوماً ثم أضاف في دهشة: هل هذا ممكن؟ أحس أعضاء الوفد بالحيرة من جديد .. فردوا: هذه مشيئة الله، فقال لهم: "يجب ألا نحمل الله مسئولية ما نفعل .. لابد من سبب .. لقد مات عبد الناصر شاباً .. فسن ال 52 هي سن صغيرة .. إننى الآن في الثانية والسبعين ولا أزال أعمل وفى صحة جيدة .. إننى لا أستطيع أن أتصور كيف مات.. وكانت تتوافر له أفضل العناية الطبية .. كيف سمحتم له بأن يموت". يحكي الكاتب كل ملابسات وفاة جمال عبد الناصر ويصل إلى سؤال الصحفي سليمان الحكيم الموجه إلى الطبيب الخاص لعبد الناصر: "ما رأيك في الإشاعات التي ترددها بعض الأجهزة الأجنبية والتي تقول إن إسرائيل نجحت في زرع طبيب علاج طبيعى إسمه علي العطفي كان يقوم بتدليك الرئيس بمادة سامة بطيئة المفعول هي التي أدت إلى وفاته ؟"، ويواصل الكاتب اجابة الطبيب الخاص قائلاً: "لم يكن اسم الدكتور علي العطفي من بين المترددين لأى شأن من الشئون على منزل الرئيس عبد الناصر وعلى فرض أن لهذا الاسم وجوداً فإن الرئيس لم يخضع للعلاج الطبيعى إلا لفترة محددة بدأت بعد عودته من تسخالطوبو في نهاية 1968 وانتهت لدى إصابته بالأزمة القلبية الأولى عام 1969 حين أمرت أنا بوقف هذا العلاج الطبيعى لتعارضه مع علاج المصاب بالقلب وكان طبيب العلاج الطبيعى هو الدكتور فوده الضابط بالقوات المسلحة ومسؤول العلاج الطبيعى بمعهد التأهيل بالعجوزة". وفى يناير سنة 1968 قابل الصحفى مصطفى بكرى في يوغوسلافيا خالد عبد الناصر حيث كان خالد هناك إثر الأزمة التي أعقبت كشف تنظيم ثورة مصر وسأله بالتحديد: ردد البعض أكثر من مرة أن الزعيم قد توفى بفعل مؤامرة إسرائيلية أمريكية عبر تدليك جسمه بالسم البطئ، كما تردد أن الدكتور على العاطفى عميد معهد العلاج الطبيعي سابقاً وأحد الذين كانوا يعالجون عبد الناصر قد اعترف بذلك داخل السجن ما مدى صحة ذلك ؟ أجاب خالد: طبعاً كانت هناك مؤامرات أمريكية وإسرائيلية دائمة ضد عبد الناصر وهذا معروف، لكن هذه الواقعة ليس لى بها علم ولا أذكر أننى رأيت على العاطفى هذا من قبل".
عبد الحكيم عامر: كان المشير عامر بعد أن لطشته الهزيمة وطوحته بعيدآً عن الواقع في حالة انهيار عصبى .. وكان محاصرا بما جرى على المستوى العام ومحاصراً بقصة زواجه السرية من برلنتى عبد الحميد وإنجابه طفلاً منها على المستوى الخاص، وضاعف من إحساسه بالحصار خوفه على مشاعر زوجته الأولى زينب والتي كانت سيدة ريفية قوية يحسب لها ألف حساب .. كما أن أبناءه كانوا قد كبروا وأصبحوا في سن الإدراك والفهم"، يواصل الكاتب وصف حالة عامر قائلاً: "لم يكن الانتحار بعيداً من المشير أو عن تفكيره والغريب أنه في سنة 1956 أعد خاتماً فيه مخبأ يضع فيه جرعة من السم حتى ينتحر به إذا حدث ودخل الإنجليز إلى القاهرة خلال عمليات حرب السويس. وفى يوم 8 يونيو 1967 عاودته الفكرة وكان في مكتبة وسط مجموعة من قواد حينما أعلن عزمه على الانتحار .. وقام يحمل مسدسه متوجهاً إلى حمام ملحق بمكتبة مصمماً على إنهاء حياته بيده، وعندما تكالب عليه عدد من رجاله ينزعون منه المسدس ارتمى على مقعده ووضع رأسه بين كفيه ومال على مكتبه لمدة دقائق ساد فيها قاعة مكتبه صمت رهيب وحزين، وفى حين ذهب شمس بدران إلى التليفون يتصل بالرئيس جمال عبد الناصر قائلاً له: إن المشير مصمم علي الانتحار .. وذهب جمال عبد الناصر إلى مقر القيادة العليا يقول لعبد الحكيم عامر بصوت مجروح أنه يرجوه ألا يضيف الفضيحة إلى المصيبة"، سرد الكاتب تفاصيل عودة ناصر إلى السلطة وحيرة المشير قائلاً: "بدأ المشير يتساءل لماذا جمال عبد الناصر فقط ؟! لماذا لم يذكره الشعب معه ؟! ما الذي جعل القوات المسلحة لا تردد اسم المشير مقترناً بعبد الناصر كما تعود دائماً ؟! في تلك اللحظة شعر المشير أنه صار وحيداً معزولاً وأنه سيواجه وحده بمسؤلية الهزيمة، وبسرعة تحرك بطريقة مفضوحة هيستيرية فجمع بعض أعوانه من قادة وضباط الجيش الذين استقالوا أو أحيلوا إلى المعاش وعلى رأسهم شمس بدران وحول منزله بالجيزة إلى دشمة أو جزيرة داخل دولة بل أنه استعان بأهليته في قرية أسطال وببلدياته في القرى القريبة منها. وشعر عبد الناصر بما يدور .. وبدأت الأخبار ترد إليه باتجاه نية المشير إلى المجابهة، كما بدأ شمس بدران بحكم موقعه السابق يضع خطط عسكرية للاستيلاء على الحكم. وكانت خطتهم بغرض تمكين المشير من الحكم قبل سفر عبد الناصر إلى الخرطوم يوم 29 أغسطس 1967، وضبطت أوراق الخطة وتبين أنها وضعت بمنزل المشير بالجيزة يوم 23 أغسطس 1967، كان يوم (ى) أي بدء التنفيذ في 27 أغسطس 1967 والغريبة أن كلمة السر "ناصر" ويبدو أن ذلك للتمويه. ويقول الفريق أول محمد فوزى وزير الحربية في كتابه (حرب الثلاث سنوات): في الساعة 4 مساء يوم 25 أغسطس 1967  كلفه الرئيس عبد الناصر بتطهير منزل المشير عبد الحكيم عامر في الجيزة والقبض على الضباط المتقاعدين وضباط وجنود سريتي الشرطة العسكرية، والمدنيين المتمركزين في المنزل بأسلحتهم وذخائرهم .. بعد انتهاء إجراءات تطهير المنزل، قمت بتحديد مهمة الحراسة الجديدة من قوتى على منزل المشير من الخارج، وعينت اثنين من العمداء للحراسة 24 ساعة على المنزل، وتم تركيب تليفون خارج باب المنزل للاتّصال .. حوالى الساعة الخامسة فجر يوم 26 أغسطس 1967، اتصلت بمكتب الرئيس ناصر وأبلغته "المهمة انتهت بخير". وبعد نصف ساعة تقريباً وأثناء مغادرتي شارع الطحاوي بالجيزة، شاهدت إحدى عربات الرئاسة وبها المشير وبرفقته السيدان زكريا محيى الدين وحسين الشافعى حيث أوصلوا المشير إلى منزله، محددة إقامته مع أهله وأولاده؛ لكن تحت حراسة من السلطة الشرعية في الدولة. وبتحديد إقامة المشير عبد الحكيم عامر في منزله، وبعد القبض على أعوانه انتهى أكبر تحدّ للسلطة الشرعية في الدولة. إذْ لو تمكن المشير وأعوانه من تنفيذ مخططاتهم لكانوا قد استولوا على السلطة في البلاد. منذ يوم 26 أغسطس 1967 والمشير تحت الحراسة في منزله بالجيزة؛ غير مصرح له بالخروج؛ وغير مصرح بالدخول لسوى أهله، لكنه ظل مستمراً في الاتصالات الخارجية سراً، بهدف الإشاعات وتأليب الرأي العام ضد السلطة الشرعية في الدولة. وإزاء هذا النشاط المريب اضطر الرئيس جمال عبد الناصر؛ أن يصدر قراراً بتحديد إقامة المشير منفرداً في مكان منعزل، يتعذر منه إجراء أىّ اتصالات خارجية وبعد البحث استقر الرأى على أن ينقل المشير وحده إلى منزل منعزل في طريق المريوطية المتفرع من شارع الهرم، وقد قمت صباح يوم 13 سبتمبر 1967 بتنفيذ مهمة نقل المشير إلى استراحة المريوطية. وحدثت الوفاة في 14 سبتمبر 1967 بعد خمسة وتسعين يوماً من نكسة يونيو، والبيان الرسمي قال أن المشير انتحر. ولكن هناك رأي آخر بوجود شبهه جنائية في موته، هذا الرأى رفعة ونادى به المحامى المشاغب عبد الحليم رمضان. وكان غريباً أن ينشر في الأهرام أن المشير عامر انتحر بالسيانور ثم في الصباح التالي يقول المانشيت الرئيسى: سم الأكونتين هو المادة التي انتحر بها عبد الحكيم ؟ ولكن الأغرب هو بيان (محمد عبد السلام) النائب العام في ذلك الوقت الذي قرر بأن هناك محاولتان للانتحار الأولى يوم 13 سبتمبر 1967 واستعمل فيها مادة مخدرة وتم إنقاذه والثانية استعمل فيها السم يوم 14 سبتمبر 1967 ومات بسببه لكن الطبيب الشرعى قال أن الفحص أظهر المادة المخدرة، ولم يظهر السم لضآلة كميته وسرعة تفككه". يتطرق الكاتب لنظريات مختلفة لحادثة عامر ويكتب عن نظرية أولى: "تقوم على أساس أن المشير قتل وتدخلت يد مجهولة في قتله وأن الأمر المؤسف أن المشير نفسه هو الذي أوحى بفكرة كيفية التخلص منه بتصرفاته المتتالية بادعاء أنه سيقتل نفسه بالسم، أو أنه سينتحر وأنه أجاد هذه التمثيلية أكثر من مرة ولكنها لم تخيل على عبد الناصر حينما أبلغوه بمحاولة انتحاره في 25 أغسطس 1967 فقال عبد الناصر: عبد الحكيم أجبن من أن ينتحر لو كان عاوز ينتحر كان انتحر لما ودانا في داهية، وبخاصة أنه أسعف من هذه المحاولة بحقنة شرجية أعطاها له الدكتور الصاوى الطبيب المقيم في منزل عبد الناصر".

## نقد وتعليقات
كتب محمد عبد الرحمن على موقع اليوم السابع في 5 أغسطس 2019:«حسب كتاب» وقيدت ضد مجهول الملف السري للموت الغامض«للكاتب أشرف توفيق، فإن وفاة مارلين مونرو جعلت البوليس والصحافة يستنتجون العديد من التكهنات والاستنتاجات، لكن ربما الحقيقة لم تتأكد لعدم وجود دليل مادى يثبت أي مما سبق، إلا أن الشواهد التي تشير إلى تدخل المخابرات الأمريكية في تدمير بعض أشرطة التسجيل التي كانت موجودة في منزل مارلين والتي كان يمكن أن تكون قد سجلت أحاديث بينها وبين روبرت كنيدى»، ويواصل الكاتب: «هناك تصور آخر يذكره الكتاب هو أن تكون المافيا هي من قتلتها بقصد توريط آل كنيدي والقضاء على شعبية الرئيس جون كيندى في أمريكا وفضحه، وذلك بسبب ما كانت تتلقاه جاكلين كنيدي من مكالمات تليفونية في كل مكان تصل إليه يخبرها عن جديد علاقة كنيدى ومارلين، رغم أن تليفوناتها سرية ومراقبة، حتى أنها قالت في النهاية يائسة: كن على يقين أن الناخب الأمريكى لن يختار مرشحا للرئاسة يخون زوجته».

## وصلات خارجية
http://elgornal.net/news/news.aspx?id=13320481 وقيدت ضد مجهول (الملف السري للموت الغامض)
https://www.neelwafurat.com/itempage.aspx?id=egb250156-5265302&search=books وقيدت ضد مجهول (الملف السري للموت الغامض)